# Пламена Заячка
Пламена Пламенова Заячка е български политик от ПП Алтернатива за българско възраждане (АБВ)

## Биография
Родена е през 1988 г. в гр. София. Завършила е Софийския университет „Св. Климент Охридски“ с бакалавърска степен „История“ и магистърска „Кризи, конфликти и дипломация в световната политика“. Придобила втора магистърска степен „Политики и управление на ЕС“ в Брюкселския свободен университет с тема на магистърска степен „Защита на националните интереси в рамките на общата външна политика и политика за сигурност в ЕС“
Понастоящем е докторант в Софийския университет. Работи в сферата на културното наследство.

### Политическа кариера
През 2014 г., непосредствено след създаването на ПП АБВ, се включва активно в партията.
През 2016 г. бива избрана за председател на АБВ-Младежи София
През 2018 г. бива избрана за председател на АБВ-Младежи
След 3-тия редовен конгрес на партията става член на Изпълнителния ѝ съвет.
Координатор на БРИКС за България.

### Извън политиката
Председател е на Фондация „Център за опазване и социализация на културно наследство“
През 2019 основава Световно движение за Мир, към което се присъединяват членове от 5 континента.